# Белотинац
Белотинац је насеље у Србији у општини Дољевац у Нишавском округу. Према попису из 2022. било је 1.079 становника (према попису из 1991. било је 1387 становника).
Овде се налази Железничка станица Белотинце.

## Демографија
У насељу Белотинац живи 1057 пунолетних становника, а просечна старост становништва износи 44,4 година (43,3 код мушкараца и 45,4 код жена). У насељу има 385 домаћинстава, а просечан број чланова по домаћинству је 2,80.
Ово насеље је великим делом насељено Србима (према попису из 2002. године).
|  |

| Демографија | Демографија | Демографија |
| Година      | Становника  | Становника  |
| ----------- | ----------- | ----------- |
| 1948.       | 1.129       |             |
| 1953.       | 1.223       |             |
| 1961.       | 1.301       |             |
| 1971.       | 1.293       |             |
| 1981.       | 1.292       |             |
| 1991.       | 1.387       | 1.365       |
| 2002.       | 1.321       | 1.344       |
| 2011.       | 1.244       |             |
| 2022.       | 1.079       |             |

| Етнички састав према попису из 2002.‍ | Етнички састав према попису из 2002.‍ | Етнички састав према попису из 2002.‍ | Етнички састав према попису из 2002.‍ | Етнички састав према попису из 2002.‍ |
| ------------------------------------ | ------------------------------------ | ------------------------------------ | ------------------------------------ | ------------------------------------ |
|                                      |                                      |                                      |                                      |                                      |
| Срби                                 | Срби                                 |                                      | 1.314                                | 99,47%                               |
| Југословени                          | Југословени                          |                                      | 2                                    | 0,15%                                |
| непознато                            | непознато                            |                                      | 3                                    | 0,22%                                |

| Година пописа     | 1948. | 1953. | 1961. | 1971. | 1981. | 1991. | 2002. |
| ----------------- | ----- | ----- | ----- | ----- | ----- | ----- | ----- |
| Број домаћинстава | 184   | 215   | 296   | 322   | 335   | 358   | 370   |

| Број чланова      | 1  | 2  | 3  | 4  | 5  | 6  | 7  | 8 | 9 | 10 и више | Просек |
| ----------------- | -- | -- | -- | -- | -- | -- | -- | - | - | --------- | ------ |
| Број домаћинстава | 39 | 89 | 56 | 81 | 48 | 36 | 13 | 7 | 1 | 0         | 3,57   |

| Пол    | Укупно | Неожењен/Неудата | Ожењен/Удата | Удовац/Удовица | Разведен/Разведена | Непознато |
| ------ | ------ | ---------------- | ------------ | -------------- | ------------------ | --------- |
| Мушки  | 565    | 136              | 381          | 34             | 13                 | 1         |
| Женски | 545    | 76               | 379          | 81             | 7                  | 2         |
| УКУПНО | 1.110  | 212              | 760          | 115            | 20                 | 3         |

| Пол    | Укупно                    | Пољопривреда, лов и шумарство | Рибарство                            | Вађење руде и камена | Прерађивачка индустрија       |
| ------ | ------------------------- | ----------------------------- | ------------------------------------ | -------------------- | ----------------------------- |
| Мушки  | 271                       | 36                            | 0                                    | 1                    | 101                           |
| Женски | 123                       | 27                            | 0                                    | 0                    | 47                            |
| УКУПНО | 394                       | 63                            | 0                                    | 1                    | 148                           |
| Пол    | Производња и снабдевање   | Грађевинарство                | Трговина                             | Хотели и ресторани   | Саобраћај, складиштење и везе |
| Мушки  | 3                         | 37                            | 17                                   | 1                    | 30                            |
| Женски | 2                         | 0                             | 16                                   | 2                    | 3                             |
| УКУПНО | 5                         | 37                            | 33                                   | 3                    | 33                            |
| Пол    | Финансијско посредовање   | Некретнине                    | Државна управа и одбрана             | Образовање           | Здравствени и социјални рад   |
| Мушки  | 2                         | 1                             | 18                                   | 4                    | 5                             |
| Женски | 1                         | 3                             | 1                                    | 8                    | 11                            |
| УКУПНО | 3                         | 4                             | 19                                   | 12                   | 16                            |
| Пол    | Остале услужне активности | Приватна домаћинства          | Екстериторијалне организације и тела | Непознато            | Непознато                     |
| Мушки  | 13                        | 0                             | 0                                    | 2                    | 2                             |
| Женски | 1                         | 0                             | 0                                    | 1                    | 1                             |
| УКУПНО | 14                        | 0                             | 0                                    | 3                    | 3                             |